# يسبر مولر (مخرج)
يسبر مولر (بالدنماركية: Jesper Møller)‏ هو رسام رسوم متحركة وكاتب سيناريو ومخرج دنماركي، ولد في القرن العشرين.

## وصلات خارجية
- يسبر مولر على موقع IMDb (الإنجليزية)
- يسبر مولر على موقع ألو سيني (الفرنسية)
- يسبر مولر على موقع أول موفي (الإنجليزية)
- يسبر مولر على موقع قاعدة بيانات الأفلام السويدية (السويدية)
- يسبر مولر على موقع قاعدة بيانات الفيلم (الإنجليزية)
- يسبر مولر على موقع كينوبويسك (الروسية)